# Niviventer rapit
Niviventer rapit és una espècie de mamífer rosegador de la família dels múrids. Viu a altituds d'entre 940 i 3.360 msnm a Indonèsia i Malàisia. Els seus hàbitats naturals són els boscos i matollars situats a gran altitud. Es desconeix si hi ha cap amenaça significativa per a la supervivència d'aquesta espècie. El seu nom específic, rapit, prové del verb llatí rapiō (‘raptar’).